# Realm (Virologie)
Ein Realm (unübersetzte Übernahme von englisch realm [ɹɛlm]) ist in der Virus-Taxonomie der Virologie der höchste Rang, der vom International Committee on Taxonomy of Viruses (ICTV) festgelegt wird. Die Namen von Realms werden mit der Endung -viria abgeschlossen.

## Benennung
Der englische Ausdruck realm ist mehr oder weniger synonym, zumindest aber überlappend zum Ausdruck kingdom. Beide bedeuten im Ursprung ein von einem König oder einer Königin regiertes Land, im übertragenen Sinn auch ein Aktivitäts- oder Interessengebiet. Aufgrund des geringen Alters der neuen Rangstufe hat sich derzeit noch keine deutsche Übersetzung etabliert. Die wörtliche Übersetzung kann leicht zur Konfusion mit der Rangstufe Reich (englisch kingdom) führen, in der Virustaxonomie eine dem Realm untergeordnete Rangstufe. Sehr selten, und bisher nur im angewandten Zusammenhang, wurde es als „Bereich“ übersetzt.

## Klassifikation
Ein Realm ist in Subrealms (englisch subrealms) mit Endung -vira unterteilbar.
In der Virologie folgt auf Subrealm in der Rangfolge als nächstes Reich (englisch kingdoms) mit Endung -virae, danach folgen Unterreich und Phylum (oder Stamm) mit Endung -viricota. Die zulässigen Namensendungen für Realms sind -viria und für Subrealms -vira.
Als oberste Rangstufe (noch oberhalb von Reich) entspricht Realm in etwa dem, was bei zellulären Organismen üblicherweise mit Domäne (englisch domain) bezeichnet wird. Anders als bei den Domänen dieser Organismen, für die nach der Abstammungslehre eine gemeinsame Abstammung angenommen wird (siehe Urvorfahr), stellen die Realms Bereiche der Viren dar, die auf unterschiedliche Weise entstanden sind und allenfalls jede für sich einen eigene (maximale) Klade (Verwandtschaftsgruppe) bilden. Dies schließt jedoch horizontalen Gentransfer – Virus–Virus, Virus-zu-Wirt (en. virus to host, V2H) und Wirt-zu-Virus (H2V) – sowie Hybridisierungsereignisse zwischen Vertretern verschiedener Realms (wie sie als Ursprung der Cruciviren vermutet werden oder wenn sich eine einseitige Abhängigkeit Satellitenvirus-Helfervirus zur gegenseitigen entwickelt wie bei den Nanoviridae) nicht aus; damit unterliegen die Biosphäre und Virosphäre als Ganzes gemeinsam einer „vernetzten“ Evolution (in Sinne William F. Martins).
Mit Stand 3. März 2025 gibt es die folgenden vom ICTV bestätigten Realms:
- Adnaviria (filamentäre archaeale Viren, Klasse Tokiviricetes mit den Ordnungen Ligamenvirales und Primavirales (Familie Tristromaviridae; dsDNA-Viren, d. h. Baltimore-Gruppen 1).[A. 1]
- Duplodnaviria (dsDNA-Viren, d. h. Baltimore-Gruppe 1)[6]
- Monodnaviria (ssDNA-Viren, d. h. Baltimore-Gruppe 2, aber auch weitere dsDNA-Viren)[7]
- Riboviria (fast alle RNA-Viren, jedoch ohne die Viroide der  Familien Avsunviroidae, Pospiviroidae und der Gattung Deltavirus; Baltimore-Gruppen 3, 4, 5, sowie 6 und 7 – Retro- und Pararetroviren)
- Ribozyviria (Gattung Deltavirus und ähnliche (Familie Kolmioviridae); Baltimore-Gruppe 5)
- Singelaviria (Reich Helvetiavirae, getrennt von Varidnaviria aufgrund unterschiedlicher evolutionärer Ursprünge;[8] Baltimore-Gruppe 1)
- Varidnaviria (ursprünglich Divdnaviria, Vertical jelly roll major capsid protein DNA viruses, DJR-MCP-Viren; dsDNA-Viren, d. h. Baltimore-Gruppe 1)[9]

Unter den DNA-Viren sind mit diesem Stand weiterhin noch viele ohne zugeordneten Realm.
Die taxonomische Endung -viria bedeutet aber umgekehrt nicht, dass es sich bei dem betreffenden Taxon um ein Virus-Realm handelt – es gibt auch Taxa zellulärer Organismen mit dieser Endung: Calviria ist eine Gattung von Plattwürmern, Caviria eine Gattung von Motten und Kaviria Akhani & Roalson, 2007 eine Gattung von Nelkenartigen.

## Ursprünge
Zu den Ursprüngen der Viren in den einzelnen Realms siehe Artikel „Ursprünge der Viren“.